# Aribert Günzler

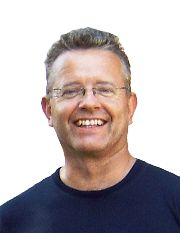
Aribert Günzler (vor 2016)

Aribert Felix Günzler (* 12. Mai 1957 in Reutlingen) ist ein deutscher Pianist, Dirigent, Autor und Komponist von Instrumental- und Vokalwerken.

## Leben
Aribert Günzler wuchs in Giengen an der Brenz auf und legte sein Abitur am Schiller-Gymnasium in Heidenheim an der Brenz ab. Nach dem Wehrdienst arbeitete er in den späten 1970er-Jahren als Liedbegleiter, Korrepetitor und Pianist. Er lebt seit 1998 in Süßen im Landkreis Göppingen.
Nach der 1. Staatsprüfung an der Pädagogischen Hochschule in Ludwigsburg und einem Studienaufenthalt in San Francisco war er bis zum Jahr 2003 als Leiter einer Jugendmusikschule und Musikpädagoge in den Fächern Klavier, Gesang, Tonsatz und Studienvorbereitung tätig. In dieser Zeit entstanden auch die ersten Kinder-Musicals „Die kleinen Leute von Jumudo“ sowie „Lisa und der lila Luftballon“. Der Bereich Kindermusiktheater ist seither einer der Schwerpunkte seines kompositorischen Schaffens.
Aribert Günzler war von 2004 bis 2018 pädagogisch-künstlerischer Leiter und Dozent an der Musik- und Kunstschule Fils und von 2006 bis 2023 Lehrer an der Schiller-Realschule in Göppingen. Seit 2019 ist er pädagogisch-künstlerischer Leiter der Academy of Music and Songwriting und verantwortlich für Kindermusiktheater.de.
Als langjähriger Chorleiter schuf er zahlreiche Chorbearbeitungen zeitgenössischer Popularmusik. Lieder, Texte und Gedichte sind ebenso Teil seiner künstlerischen Arbeit, wie auch die Bände mit Stücken für Klavier unter dem Titel Neue spaßoptimierte Klavier-Studien sowie verschiedene Vokal- und Orgelwerke der Kirchenmusik.
Seine große Orchester-Messe in G-Dur wurde am 12. November 2005 in der St. Markus-Kirche in Eislingen/Fils uraufgeführt.

## Lyrik
Zahlreiche Gedichte und lyrische Liedertexte – zum Teil auch in englischer Sprache – sind in die Chor- und Solo-Lieder mit eingeflossen. Als Hommage an den Stauferkreis Göppingen entstand 2007 das Stauferland-Lied, das als musikalischer Gruß des Stauferkreises Göppingen an die Sänger in aller Welt gerichtet ist:
Wir grüßen euch vom Land der Kaiser, vom Stauferland auf Bergeshöh'n,

Umkränzt von Wiesen, hohen Wäldern und grünen Tälern weit und schön.

Sind wir auch weit auf fremden Wegen - im Herzen sind wir doch zuhaus,

Auf diesen Landen liegt ein Segen und Freunde gehen ein und aus.

So stimmt mit ein ihr lieben Freunde, wir reichen euch im Lied die Hand -

Von den Dreikaiserbergen ziehet der Chor hinaus ins weite Land.

Es klingen dankbar unsre Lieder, zu jeder Zeit, in Leid und Glück,

Denn dieses Land ist unsre Heimat - in unsern Herzen und der Musik!

## Werke
- 1984: "Bleibe bei uns Herr" – 12 Chorsätze für Gemischten Chor
- 1986: "Suite in B-Dur für Trompete und Orgel"
- 1987: "Phantasie d-moll"  für Klavier
- 1988: "Neue Studien für Klavier"
- 1994: "Romanze g-moll" für Klavier
- 1997: "Die kleinen Leute von Jumudo" – ein Musical für Kinder
- 1998: "I Care For You" – Beat Of A New Generation"
- 1999: "Lisa und der lila Luftballon" (Kinder-Musical)
- 2005: "Große Messe für Chor und Orchester G-Dur"
- 2006: "Die bösen Flüsterer von Eserland" (Musical für die Schule). Bühnenfassung: Petra Hügel
- 2007: "Stauferland-Lied" – die Hymne der Chöre des Chorverbandes Hohenstaufen[3]
- 2008: "Mario & Kleo" (Musical für die Schule) nach Friedrich Schillers "Kabale und Liebe". Bühnenfassung: Petra Hügel
- 2009: "Lady Sunshine & Mr. Moon" (Musical für die Schule) Bühnenfassung: Petra Hügel
- 2011: "Von guten Mächten" nach dem Text von Dietrich Bonhoeffer
- 2014: "Die kleine Hexe" von Otfried Preußler nach dem Drehbuch und den Liedertexten von Heidi Kopetzki
- 2017: "Gullivers Reisen" nach Jonathan Swift und dem Drehbuch und den Liedertexten von Heidi Kopetzki[4]
- 2019: "Cinderella" nach dem Märchen von Charles Perrault und dem Drehbuch und den Liedertexten von Heidi Kopetzki[5]
- 2023: "Das Gespenst von Canterville" (Buchvorlage: Oscar Wilde; Drehbuch und Liedertexte: Heidi Kopetzki)

## Belege
1. 1 2  Wer wir sind. In: kindermusiktheater.de. Abgerufen am 16. August 2023.
2. ↑  DAS STAUFERLAND-LIED von Aribert Günzler
3. ↑  4. Stauferland-Lied
4. ↑  Kindermusical "Gullivers Reisen"
5. ↑  3. Kindermusical "Cinderella"

| Personendaten    | Personendaten                                                                      |
| ---------------- | ---------------------------------------------------------------------------------- |
| NAME             | Günzler, Aribert                                                                   |
| ALTERNATIVNAMEN  | Günzler, Aribert Felix                                                             |
| KURZBESCHREIBUNG | deutscher Pianist, Dirigent, Autor und Komponist von Instrumental- und Vokalwerken |
| GEBURTSDATUM     | 12. Mai 1957                                                                       |
| GEBURTSORT       | Reutlingen                                                                         |